# تيري بوس
تيري بوس (بالإنجليزية: Terry Boss)‏ هو لاعب كرة قدم أمريكي، ولد في 1 سبتمبر 1981 في فيلوماث في الولايات المتحدة. شارك مع منتخب بورتوريكو لكرة القدم. أما مع النوادي، فقد لعب مع سياتل ساوندرز ونيويورك ريد بولز.

## وصلات خارجية
- تيري بوس على موقع الدوري الأمريكي (الإنجليزية)
- تيري بوس على موقع إي إس بي إن إف سي (الإنجليزية)
- تيري بوس على موقع قاعدة بيانات كرة القدم.إي يو (الإنجليزية)
- تيري بوس على موقع ناشيونال فوتبول تيمز (الإنجليزية)